# لامو
لامو (بالـسواحيلية: Lamu) هو أرخبيل في كينيا، يقع في المحيط الهندي بقرب الساحل الشمالي لكينيا. تقع جزيرة لامو بالقرب من حدود الصومال. أكبر الجزر هي جزيرة باتى وجزيرة ماندا وجزيرة لامو، وتلقب بآمو عند السكان المحليين. توجد أيضاً جزر صغيرة مثل كيوايا. أما أكبر قرية في الأرخبيل هي قرية لامو، تعتبر القرية واحدة من مواقع التراث العالمي.

## التاريخ
تعتبر لامو أقدم قرية في كينيا، كانت إحدى المستوطنات الرئيسية لدى العرب الممتدة على ساحل شرق أفريقيا. هناك بعض الأدلة التي تشير إلى أن سفن صينية تابعة تشينغ هي قد غرقت قرب الجزيرة في عام 1415، وقد استقر الناجون في الجزيرة وتم زواجهم من نساء لامو المحليين. وهذا الخبر أكدته مؤخراً «مجموعة الأعمال الأثرية» في الجزيرة التي وجدت أدلة تشير اإلى هذا الارتباط. وأشارت اختبارات الحمض النووي لدى بعض السكان أنه توجد لديهم أصول صينية.
تم وضع تاريخ للجزيرة من قبل الغزو البرتغالي الذي بدأ في عام 1506، وهيمنة العمانيون عليها حوالي عام 1813. وكان الدافع الذي حرك البرتغاليين للغزو، هو السيطرة على التجارة على طول ساحل المحيط الهندي وهذا ما حصل. لكن البرتغالين احتكروا النقل البحري وفرضوا ضرائب التصدير على القنوات القائمة من قبل التجارة المحلية. في القرن السادس عشر قام سكان لامو بالثورة ضد البرتغاليين بمساعدة الغارات التركية على طرد القوات البرتغالية من الجزيرة. في ظل الحكم العماني على جزيرة لامو شهدت الجزيرة ازدهاراً عظيماً، في هذه الفترة أصبحت لامو مركزاً للشعر والسياسة والفنون والحرف اليدوية، فضلاً عن التجارة.

## الاقتصاد
تركز الاقتصاد في لامو في تجارة العبيد حتى منعه عام 1907. وشمل الاقتصاد على الصادرات التقليدية الأخرى كالعاج، والأيكة الساحلية، وأصداف السلحفاة، وقرون وحيد القرن، والتي تم شحنها عبر المحيط الهندي إلى الشرق الأوسط والهند. بالإضافة إلى منع العبودية، تم بناء سكة الحديد الأوغندية عام 1901 (الذي بدأ من ميناء مومباسا) والتي أعاقت اقتصاد لامو بشكل كبير. في الآونة الأخيرة، بدأت السياحة تدريجياً بإنعاش الاقتصاد المحلي.
بدأت الصين بعمل دراسات لتحويل لامو إلى أكبر ميناء في شرق أفريقيا، كجزء من سلسلة استراتيجيتها.

## وصلات خارجية
- Lamu on Lamu.org - A Guide to Lamu Island
- Lamu on JamboKenya.com
- Lamu on Organization of World Heritage Cities
- UNESCO World Heritage Centre - Lamu Old Town
- Lamu Collection Page in Aluka
- MSN Map[وصلة مكسورة]
- Explore Lamu with Google Earth on صندوق التراث العالمي